# Jewgienij Łagunow
Jewgienij Łagunow, ros. Евгений Александрович Лагунов (ur. 14 grudnia 1985 w Archangielsku) – rosyjski pływak specjalizujący się w pływaniu stylem dowolnym, mistrz świata na krótkim basenie, mistrz Europy.
Do największych sukcesów w karierze Łagunowa zalicza się wygranie dwóch medali igrzysk olimpijskich. W 2008 roku zajął drugie miejsce w Pekinie w sztafecie na dystansie 4 × 200 m stylem dowolnym. Cztery lata później w Londynie przyczynił się do zdobycia brązowego medalu w sztafecie 4 × 100 m stylem dowolnym.
Startując na mistrzostwach świata Rosjanin wywalczył cztery medale, trzy srebrne i jeden brązowy. Na mistrzostwach świata na krótkim basenie Łagunow zdobył trzy medale, w tym jeden złoty. W 2010 roku w Dubaju zwyciężył płynąc w sztafecie 4 × 200 m stylem dowolnym.
Na mistrzostwach Europy rosyjski pływak sześć razy zdobywał medale. M. in. Budapeszcie w 2010 roku zajął pierwsze miejsce w wyścigu sztafetowym 4 × 100 m stylem dowolnym. Łagunow również wielokrotnie brał udział w mistrzostwach Europy na krótkim basenie, wygrywając dwa srebrne medale oraz pięć brązowych.